# Кума (крейсер)
Кума (Kuma, яп. 球磨) — легкий крейсер Імперського флоту Японії, який взяв участь у Другій світовій війні.
10 квітня 1941-го Кума включили до 16-ї дивізії крейсерів. Напередодні вступу Японії у Другу світову війну Кума призначили для підтримки вторгнення на Філіппіни з півночі. 8 грудня корабель разом з 2 важкими крейсерами та 2 есмінцями вийшов із Мако (важлива база ВМФ на Пескадорських островах у південній частині Тайванської протоки). Цей загін призначався для дистанційного прикриття десантів на півночі острова Лусон (перед доставкою головних сил до затоки Лінгайєн японці висадили на Філіппінах цілий ряд допоміжних десантів), зокрема у Апаррі та Вігані, які провели 10 грудня. 14 грудня загін повернувся до Мако.
19 грудня 1941-го Кума у складі тієї ж крейсерської групи полишив Мако для здійснення дистанційного прикриття висадки головних сил у Лінгайєні, яка відбулась в ніч на 22 грудня. 23 грудня загін повернувся у Мако.
10 січня 1942-го Кума вийшов з Такао (наразі Гаосюн на Тайвані) для здійснення бойового патрулювання в районі Манільської бухти (американські гарнізони тримались тут до початку травня). З 31 січня по 8 лютого крейсер перебував у затоці Лінгайєн, потім ескортував конвой до Маніли, а 11 лютого повернувся у Лінгайєн. Згодом він перейшов до затоки Субік-Бей (дещо західніше від Манільської бухти).
26 лютого 1942-го Кума вийшов з Субік-Бей у південному напрямку разом з торпедним катером «Кіджі». Того ж дня біля Батангаса (дещо менш ніж за сотню кілометрів на південь від Маніли) вони захопили каботажний пароплав, який ескортували у Манілу. 1 березня Кума та «Кіджі» обстріляли гавань Себу (на однойменному острові у центральній частині Філіппінського архіпелагу), де потопили каботажні судна Lepus, Regulus та Legazpi (за іншими даними, щонайменше Lepus був захоплений японцями), загинуло понад три сотні осіб. В ніч на 3 березня загін підтримував висадку у Замбоанзі на західному завершенні острова Мінданао, при цьому з Кума десантували бійців морської піхоти. Того ж дня Кума полишив Мінданао та у морі Сулу потопив 12 малих суден. 5 березня крейсер повернувся до затоки Лінгайєн.
5 квітня 1942-го Кума разом з 4 есмінцями та тим же торпедним катером вийшли з Лінгайєн, супроводжуючи транспорти з військами для окупації Себу. В ніч на 9 квітня біля цього острова Кума був атакований двома американськими торпедними катерами. Одна з восьми випущених торпед потрапила у крейсер, але не здетонувала. 10 квітня відбулась висадка на Себу одразу у трьох місцях. 16 квітня Кума разом з 3 есмінцями та «Кіджі» прикривали висадку на острові Панай (центральна частина Філіппінського архіпелагу, обернена до моря Сулу).
29 квітня 1942-го Кума прибув до Субік-Бей, а 5–6 травня підтримував завершальний штурм фортеці Коррехідор (на однойменному острівці біля вході до Манільської бухти). 9 травня крейсер прибув до Маніли та ніс тут сторожову службу до початку серпня. 7–12 серпня Кума перейшов до Куре, де до 15 вересня проходив ремонт.
15–20 вересня 1942-го Кума пройшов з Японії до Маніли. Тим часом 7 серпня 1942-го союзники висадились на сході Соломонових островів, що започаткувало шестимісячну битву за Гуадалканал та змусило японське командування перекидати сюди підкріплення. 22–24 вересня Кума перейшов до Гонконгу, де прийняв на борт війська та 26 вересня вийшов у складі «Шитай № 1». Останній 4 жовтня прибув на Палау (важливий транспортний хаб на заході Каролінських островів), а 5 жовтня попрямував далі на схід до Рабаула — головної передової бази японців у архіпелазі Бісмарка, з якої провадились операції на Соломонових островах та сході Нової Гвінеї. 10 жовтня конвой досяг пункту призначення, де висадили війська, а вже 18 жовтня Кума був у Макассарі на південно-західному півострові острова Целебес, де приступив до сторожової служби.
19–25 листопада 1942-го Кума перейшов до Маніли, де прийняв війська та 27 числа вирушив до Рабаула, куди прибув 3 грудня. Тієї ж доби він розвантажився та рішив назад і 11 грудня був вже у Макассарі.
Після цього більш як рік (аж до своєї загибелі) Кума ніс службу в Південно-Східній Азії, де відвідав (деякі не по одному разу) Амбон (Молуккські острови), Макассар, Сурабаю (схід острова Ява), острів Бачан (біля південно-західного завершення значно більшого острова Хальмахера), Балікпапан (центр нафтовидобутку на східному узбережжі острова Борнео), острів Хальмахера, Таракан (ще один центр нафтовидобутку на сході Борнео), Сінгапур, Пенанг (важлива база на західному узбережжі півострова Малакка), якірну стоянку Лінгга (в районі Сінгапура), Батавію (наразі Джакарта на заході острова Ява).
Наприкінці лютого 1943-го Кума разом з іншим легким крейсером «Кіну» доставив війська на Нову Гвінею до Каймана (південно-західне узбережжя) та Кабуй на острові Вайгео (біля північно-західного завершення Нової Гвінеї). З 13 квітня по 25 травня Кума пройшов ремонт у Сінгапурі, а 29 травня — 2 червня крейсер провів доставку військ з Сурабаї до Амбону. 23 червня 1943-го під час перебування у Макассарі Кума та ще 3 легкі крейсери були атаковані ворожими бомбардувальниками, проте отримали лише незначні пошкодження від близьких розривів.
17 серпня 1943-го Кума прийняв війська у Белавані (північне узбережжя Суматри), 19 серпня висадив їх у Порт-Блер (Андаманські острови), а 21 серпня прибув до Пенангу. 23 числа Кума пройшов до Белавану, знову прийняв війська та 25 серпня висадив їх у Порт-Блер, після чого 28 серпня прибув у Сінгапур.
9–10 вересня 1943-го крейсер перейшов до Сабангу (острівець біля північного узбережжя Суматри), де на тлі капітуляції Італії спробував узяти під контроль підводний човен Comandante Cappellini. Одразу це не вдалось, оскільки командир човна погрожував затопити його, втім, згодом субмарина таки здалась та була передана до німецьких ВМФ (а після травня 1945-го — до Імперського флоту Японії).
1–10 жовтня 1943-го Кума здійснив транспортний рейс з військами із Сінгапура до Порт-Блер, де розвантажився 7 жовтня, та назад. З 23 жовтня до 12 листопада крейсер пройшов у Сінгапурі черговий ремонт, під час якого з нього зняли одну гармату головного калібру та катапульту і встановити дві строєні установки 25-мм зенітних автоматів. У першій половині грудня Кума виконав ще одне завдання по доставці військ з Сінгапура у Порт-Блер, куди прибув 8 грудня, а потім повернувся назад.
3 січня 1944-го Кума разом з 2 важкими крейсерами та одним есмінцем вирушив з Сінгапура для перевезення військ. 6-7 січня загін побував у південнобірманському порту Мергуй (наразі М'єй на східному узбережжі Андаманського моря), а 8 січня вже був південніше у Пенанзі. Важкі крейсери продовжили шлях у Сінгапур, а Кума та есмінець залишились на цій базі, та отримали завдання взяти участь у тренуваннях літаків-торпедоносців.
11 січня 1944-го Кума разом з есмінцем удруге вийшов з Пенангу для зазначених тренувань, причому літаки забезпечували їм додатковий протичовновий захист. Втім, ані це, ані те, що в якийсь момент з Кума помітили предмет, схожий на перископ, не урятувало від атаки британського підводного човна HMS Tally-Ho. Незадовго до опівдня він випустив з дистанції дещо менше за 2 км сім торпед. На крейсері помітили їх наближення та почали екстрений розворот, проте не встигли і Кума був уражений двома торпедами. Невдовзі на Кума здетонували власні глибинні бомби і крейсер почав швидко занурюватись, а за 12 хвилин після ураження затонув. Есмінець «Уранамі» врятував більшість членів екіпажу, проте 138 моряків все-таки загинули.